# Audebert-Inselratte

Verbreitungsgebiet der Audebert-Inselratte

Die Audebert-Inselratte (Nesomys audeberti) ist ein auf Madagaskar endemisches Nagetier in der Familie Nesomyidae. Das Typexemplar stammt aus dem nordöstlichen Teil der Insel. Diese wurde vom deutschen Naturforscher Joseph Peter Audebert an Fredericus Anna Jentink zur Erstbeschreibung übergeben, der ihn mit dem Artzusatz ehrte.

## Merkmale
Die Art wird ohne Schwanz 195 bis 205 mm lang, die Schwanzlänge beträgt etwa 170 mm und das Gewicht liegt bei 193 bis 239 g. Auf der Rückenmitte sind wenige schwarze Haare in das rotbraune Fell eingemischt. Die Unterseite trägt rosa Fell mit Ausnahme der Kehle, wo ein weißer Fleck vorkommt. Der Kopf ist durch eine spitze Schnauze und abgerundete Ohren gekennzeichnet. Die schwarzen Haare auf dem Schwanz sind in Körpernähe kurz und an der Spitze lang, wo sie eine Quaste bilden. Bei wenigen Exemplaren ist eine weiße Schwanzspitze vorhanden. Die Arme und Beine sind mit dunkelbraunem Fell bedeckt.

## Verbreitung
Die Audebert-Inselratte lebt im Osten Madagaskars im Flachland und im mittleren Gebirgsland bis 1025 Meter Höhe. Sie hält sich in Regenwäldern auf. Die Population auf der Halbinsel Masoala stellt wahrscheinlich eine bisher unbeschriebene Art dar.

## Lebensweise
Die Exemplare sind zwischen Morgen- und Abenddämmerung aktiv. Sie besitzen mehrere Baue mit verschiedenen Kammern, in denen sie am Tage ruhen. Der Eingang ist meist unter Holzklötzen, in Büschen oder unter der Laubschicht versteckt. Die Audebert-Inselratte frisst voraussichtlich Pflanzensamen, die mit Früchten und Insekten komplettiert werden. Nach der Paarung im Juli und August sind Weichen etwa sechs Wochen trächtig. Ein Wurf besteht aus ein oder zwei Neugeborenen.

## Gefährdung
Dieses Nagetier reagiert empfindlich auf Forstwirtschaft, wie der Produktion von Holzkohle. Es kommt in verschiedenen Schutzzonen, wie dem Nationalpark Ranomafana vor. In geeigneten Landschaften tritt die Art häufig auf. Die IUCN listet die Audebert-Inselratte als nicht gefährdet (least concern).